# Dżoczi

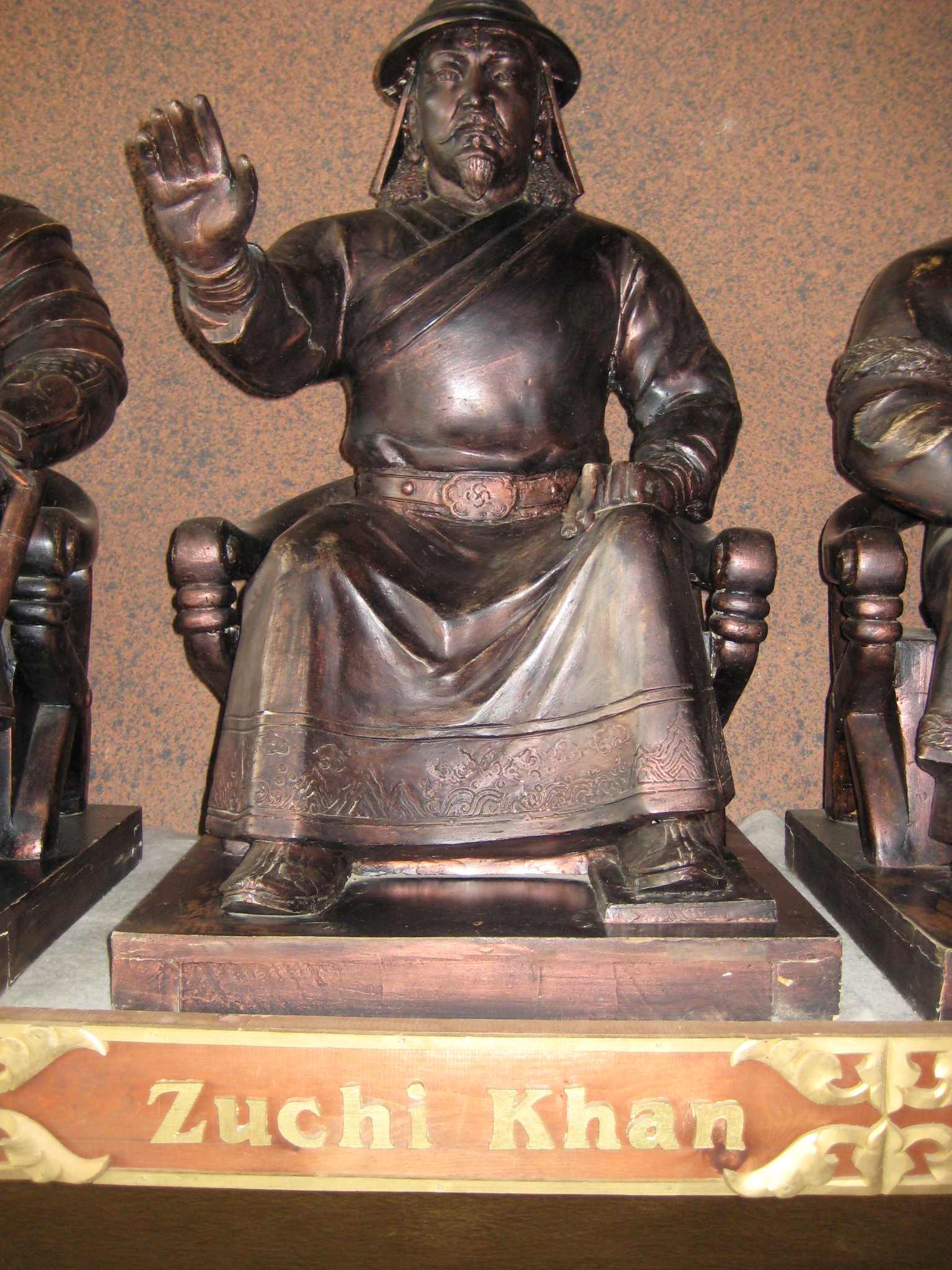
Statua Dżocziego w Mongolii

Dżoczi, mong. ᠵᠦᠴᠢ (ok. 1181–1227) – pierwszy syn Czyngis-chana, brat Czagataja, Ugedeja i Tołuja. Od Dżocziego wywodzą się władcy Złotej Ordy oraz państw powstałych po jej rozpadzie, a także pierwsi władcy Kazachów i Uzbeków.

## Życiorys

### Narodziny
Börte – żona Czyngis-chana (znanego wówczas jako Temudżyn) została krótko po ślubie porwana przez plemię Merkitów. Kiedy kilka miesięcy później Temudżyn pokonał Merkitów (1180), okazało się, że Börte jest w ciąży. Prawdopodobnie ojcem dziecka był wódz Merkitów Czilger Siłacz. Po długich wahaniach, za namową swojej matki Höelün, Temudżyn uznał Dżocziego za swojego syna. Imię Dżoczi w języku mongolskim oznacza ‘gościa, przybysza, obcego’, niekoniecznie jednak musi być nawiązaniem do dramatycznych okoliczności narodzin Dżocziego, ponieważ jest dość często spotykane wśród Mongołów.

### Działalność wojskowa
Pierwszą większą kampanię zbrojną prowadził Dżoczi przeciwko ludom Syberii zamieszkującym leśne tereny między Selengą a Jenisejem, od górnego Jeniseju aż po Bajkał. W wyniku odniesionych zwycięstw w latach 1207–1208 podporządkował imperium mongolskiemu plemiona Ojratów, Kirgizów, Buriatów i in. Podbite obszary zostały jako ułus nadane Dżocziemu przez Temudżyna. W roku 1216 odparł atak Merkitów na Mongolię i poprowadził atak odwetowy, który zakończył się zwycięską bitwą nad Irgizem. Tam też Dżoczi odparł niespodziewany atak wojsk Chorezmu.

### Śmierć
Po śmierci ojca miał rządzić terenami zachodniej Syberii od Irtyszu do Uralu. Zmarł jednak kilka miesięcy przed nim w 1227 w niewyjaśnionych okolicznościach. Historycy często przypisują tę śmierć Czyngis-chanowi, który miałby ukarać syna m.in. za okazywanie łaski podbitym ludom. Pewne jest, że Dżoczi był w tym czasie skonfliktowany zarówno z ojcem, jak i z młodszymi braćmi zwłaszcza z Czagatajem. Władzę po nim objął jego drugi syn Batu-chan, założyciel Złotej Ordy. Oprócz niego jego synami byli m.in.: Ordu, Tangut, Berke i Sziban.